# Gmina Ksawerów
Die Gmina Ksawerów ist eine Landgemeinde im Powiat Pabianicki der Woiwodschaft Łódź in Polen. Sie hat etwa 7650 Einwohner und ihr Sitz ist das Dorf Ksawerów (deutsch Xaverow) mit 6900 Einwohnern.

## Geographie

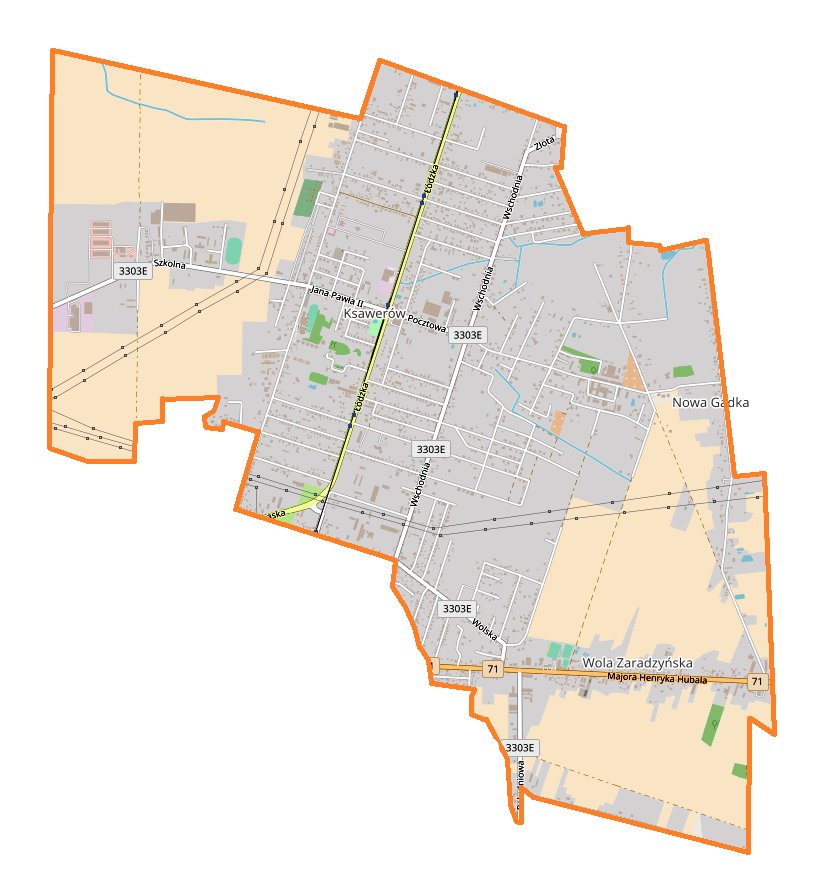
Karte der Gemeinde

Die Gemeinde liegt in der Mitte der Woiwodschaft. Sie grenzt an die Kreisstadt Pabianice (Pabianitz) und an Łódź (Lodz). Warschau liegt etwa 120 Kilometer nordöstlich. Nachbargemeinden sind im Pabianice im Süden und Westen, Łódź im Norden und Nordosten sowie im Powiat Łódzki wschodni Rzgów im Südosten. Die Gemeinde hat eine Fläche von 13,64 km², von der 2007 74 Prozent landwirtschaftlich genutzt wurden und 14 Prozent auf Baumbestand entfielen. Ihr Gebiet ist mit 562 Einwohnern/km² sehr dicht und stadtartig besiedelt. Es gibt kleinere Wasserläufe, die in den Ner münden.

## Geschichte
Ksawerów ist einer der jüngsten Orte der Gemeinde. Zu Beginn des 19. Jahrhunderts wurden die ersten drei Familien angesiedelt und eine Spinnersiedlung gegründet. „Xawerów“ erschien 1824 erstmals in Urkunden. Weitere Siedler kamen aus Böhmen und Deutschland. Während der deutschen Besetzung Polens im Zweiten Weltkrieg kam das Gebiet der Gemeinde Widzew zum Landkreis Lask im Reichsgau Wartheland.
Die Landgemeinde Widzew mit dem 1945 nach Ksawerów verlegten Sitz, wurde 1953 in die Landgemeinde Ksawerów im Powiat Łaski überführt. Diese wurde 1954 in Gromadas zerschlagen. Zum 1. Januar 1973 wurde im Powiat Łódzki in der ehemaligen Woiwodschaft Łódź die Landgemeinde Ksawerów aus Gromadas wieder gebildet. Von 1975 bis 1998 gehörten die Gemeinde bzw. ihr Gebiet zur Woiwodschaft Łódź kleinen Zuschnitts. Der Powiat war in dieser Zeit aufgelöst. Im August 1976 wurde die Gemeinde Ksawerów in die Landgemeinde Pabianice eingemeindet. Zum 1. Januar 1997 wurde die Gemeinde Ksawerów wieder gebildet. Zwei Jahre später kam sie zum Powiat Pabianicki der Woiwodschaft Łódź im gegenwärtigen Gebietszuschnitt. Eine rote Rose in grünem Schild wurde im Mai 2017 als Wappen festgelegt.
Der parteilose Piotr Rafał Chałupka wurde bei den Kommunalwahlen im April 2024 zum Wójt gewählt. Im ersten Wahlgang kandidierte er gegen den bisherigen Wójt und erhielt 50,54 Prozent der Stimmen.

## Gliederung
Zur Landgemeinde (gmina wiejska) Ksawerów gehören die drei folgenden Dörfer mit sechs Schulzenämterv (sołectwa), denen kleinere Ortsteile zugeordnet sind:
Ksawerów mit den Schulzenämtern Ksawerów-Południe, Ksawerów-Północ, Ksawerów-Wschód und Ksawerów-Zachód
Wola Zaradzyńska
Nowa Gadka
Ksawerów ist mit nahezu 7000 Einwohnern das größte Dorf der Woiwodschaft. Ortsteile von Ksawerów mit amtlicher Ortskennung (SIMC) sind Kolonia Wola Zaradzyńska, Teklin, Widzew und Żdżar.

## Sehenswürdigkeiten
Die Fabrikantenfamilie Kindler aus Pabianice ließ 1897 auf dem Gutshof Widzew ein schlossartiges Herrenhaus errichteten. Es wurde am 10. Mai 1981 unter der Nummer A/279 in die nationale Denkmalliste der Woiwodschaft eingetragen. Der zugehörige Park und 20 weitere Baudenkmale, meist Wohngebäude von der Wende zum 20. Jahrhundert sind in das örtliche Denkmalinventar eingetragen (Stand: 28. Februar 2022).

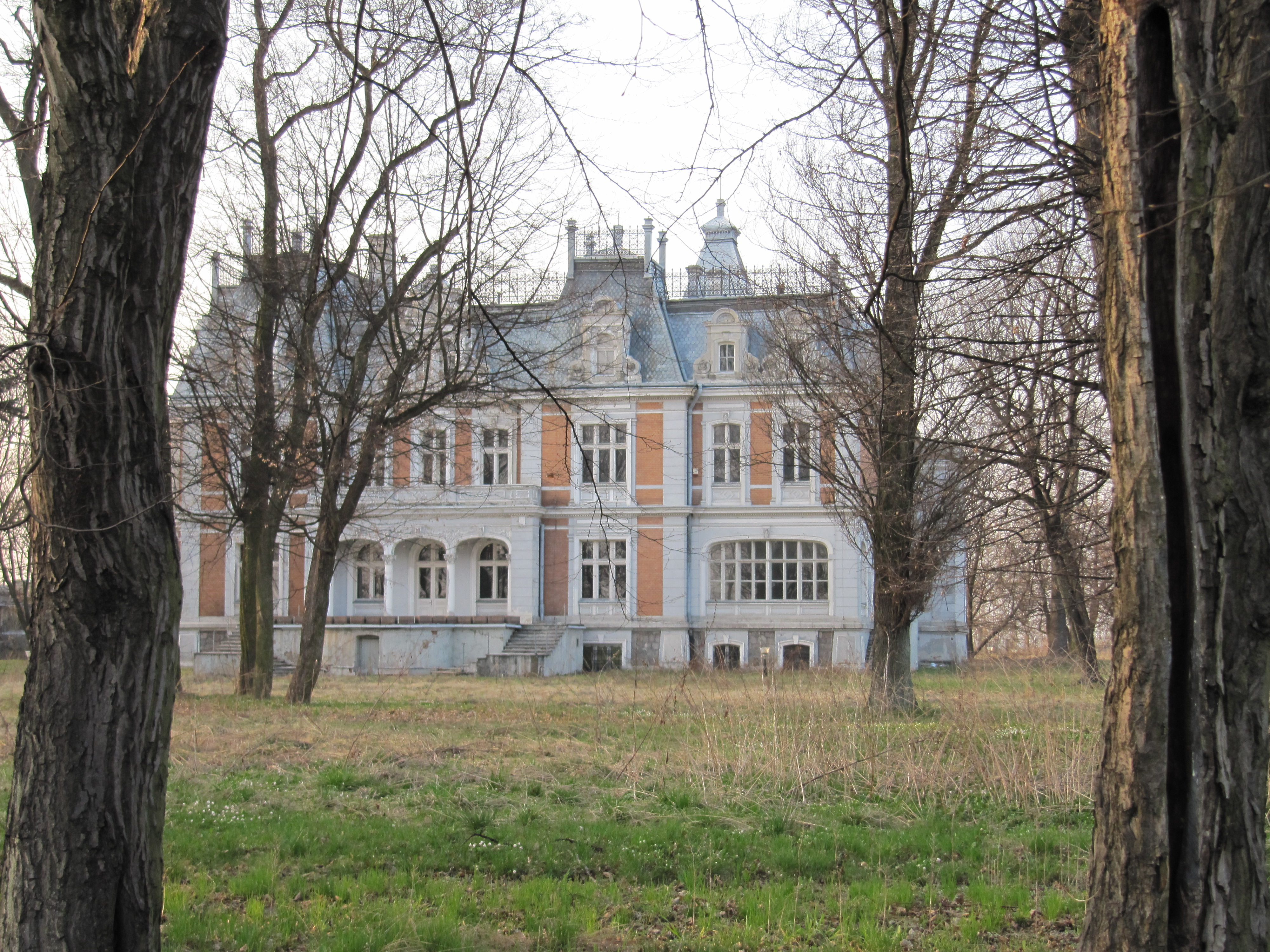
Herrenhaus in Widzew
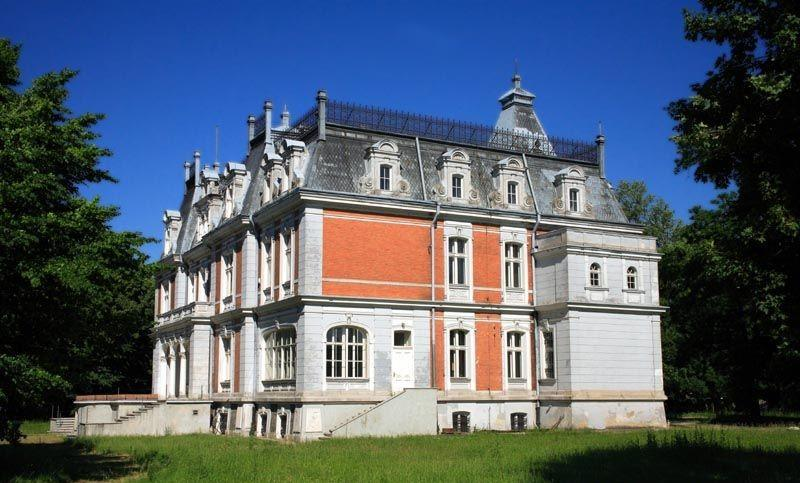
Seitenansicht

## Verkehr
Die Landesstraße DK71 führt von Rzgów über Ksawerów und Pabianice zur Schnellstraße S14. Die Woiwodschaftsstraße DW482 führt von Łódź über Ksawerów und Pabianice nach Łask, Sieradz und Kępno (Kempen).
Die nächsten Fernbahnhöfe sind Łódź Fabryczna sowie Pabianice an der Bahnstrecke von Łódź nach Ostrów Wielkopolski (Ostrowo). – Ksawerów wird von der Straßenbahn Łódź bedient.
Der nächste internationale Flughafen ist Łódź und liegt nur wenige Kilometer nördlich.